# Otomesostomidae
Famille
Les Otomesostomidae sont une famille de vers plats d'eau douce de l'infra-ordre des Lithophora (ordre des Proseriata).

## Systématique
Le nom valide complet (avec auteur) de ce taxon est Otomesostomidae Midelburg, 1908.
À l'origine, c'est comme sous-famille des Monocelididae qu'Ada Midelburg (d) a introduit ce taxon sous l'appellation Otomesostominae,. Ce n'est qu'en 1925 qu'Otto Steinböck (d) l'élève au rang de famille. 

### Synonymes
Otomesostomidae a pour synonyme Otomesostomatidae Midelburg, 1908.

### Liste des genres
Selon la base de données World Register of Marine Species (17 décembre 2023), la famille des Otomesostomidae regroupe les deux genres suivants :
- Baikalotomesostoma Timoshkin, Lukhnev & Zaytseva, 2010
- Otomesostoma Graff, 1882

## Publication originale
- (de) Ada Midelburg, « Zur Kenntnis der Monocelididae », Zeitschrift für wissenschaftliche Zoologie, vol. 89,‎ 1908, p. 81-108 (ISSN 0044-3778, OCLC 50371254, lire en ligne).